# Wadlew
Wadlew – wieś sołecka w Polsce położona w województwie łódzkim, w powiecie bełchatowskim, w gminie Drużbice. W centrum wsi znajduje się skrzyżowanie drogi wojewódzkiej nr 473 z Piotrkowa Trybunalskiego do Koła przez Łask (dawniej drogi krajowej nr 12 do Sieradza) i drogi wojewódzkiej nr 485 z Pabianic do Bełchatowa.

## Historia
Na terenie wsi osadnictwo utrzymuje się w formie stałej od okresu wczesnego średniowiecza na trakcie sieradzko-piotrkowskim. Pierwszy raz wzmiankowana w 1400 r.. Stara forma nazwy wsi to Wadłów. Wadlew wchodził w skład dóbr Grabica, które do 1819 r. należały do biskupstwa włocławskiego (biskupów kujawskich), a następnie przejęte zostały przez Skarb Narodowy Królestwa Polskiego. W 1827 r. Wadlew liczył 57 domów i 411 mieszkańców, niestety w wyniku wielkiego pożaru w tym roku doszczętnie spłonął. W pierwszym Pierwszym Narodowym Spisie Powszechnym z 1921 Wadlew liczył 108 domów i 774 mieszkańców (752 katolików, 10 ewangelików, 9 żydów, 3 innego). W nieopodal położonej miejscowości Depczyk znajdował się zabytkowy młyn. Został rozebrany i przeniesiony w kwietniu 2006 r. do skansenu w okolicy Warszawy. 
W okresie II wojny światowej Wadlew został wcielony do III Rzeszy, w pobliżu wsi przebiegała granica z Generalną Gubernią. Na terenie wsi w okresie okupacji znajdowała się placówka "żandarmerii niemiernickiej" przez którą następowało wysiedlanie ludności do obozów pracy w III Rzeszy.
W latach 1859/1919–1939 oraz 1945–1954 siedziba gminy Wadlew, zniesiona 29 września 1954 roku wraz z reformą wprowadzającą gromady w miejsce gmin. Po reaktywacji gmin z dniem 1 stycznia 1973 roku gminy Wadlew już nie przywrócono, utworzono natomiast jej terytorialny odpowiednik, gminę Drużbice. W latach 1975–1998 miejscowość administracyjnie należała do województwa piotrkowskiego.

## Edukacja
We wsi Wadlew istnieje założona w 1937 r. szkoła podstawowa. Aktualnie jest to Szkoła Podstawowa im. Jana Pawła II w Wadlewie, wcześniej była to Szkoła Podstawowa im. Mikołaja Arciszewskiego w Wadlewie. Obecnie jest szkołą ośmioklasową z oddziałem i punktem przedszkolnym. Organem prowadzącym szkołę jest Gmina Drużbice. Uczniowie szkoły dwuklasowej w 1926 r. (wraz z 5,5 mln innych uczniów) wzięli udział w akcji przesłania życzeń z osobistymi podpisanymi od mieszkańców Polski dla Amerykanów z okazji 150. rocznicy niepodległości USA.

## Parafia
Wadlew należy do dekanatu dłutowskiego. Znajduje się w nim kościół parafialny pod wezwaniem św. Floriana. Kamień węgielny kościoła został poświęcony dnia 28 VI 1995 przez Jana Pawła II. Kościół poświęcony został 28 X 1997, a konsekrowany 2 VIII 1998 r. przez arcybiskupa Władysława Ziółka. Jest to niewielka budowla jednonawowa wykonana w technice ceglano-żelbetowej, wznoszona wraz z plebanią. W latach 2011–2012 zainstalowano witraże według projektu Anny Olechowskiej prezentujące postać Jana Pawła II – po prawej stronie budowli, oraz św. Floriana – po lewej. Witraże powstały z inicjatywy tragicznie zmarłego proboszcza parafii – ks. Jarosława Burskiego.

## Ochotnicza Straż Pożarna
We wsi Wadlew istnieje utworzona w 1917 r. Ochotnicza Straż Pożarna (OSP). W 2000 roku Komendant Główny Państwowej Straży Pożarnej (PSP) decyzją nr V/03/KSRG z dnia 08.06.2000 r. włączył jednostkę OSP Wadlew do Krajowego Systemu Ratowniczo-Gaśniczego. Drużyna sportowa OSP kilka razy brała udział w Krajowych Zawodach Sportowo-Pożarniczych.

## Osoby związane z Wadlewem
Z Wadlewa pochodzi Wacław Rózga, polski polityk (KPP, PPR, PZPR), obrońca Warszawy (1939), w latach 1939–1943 przebywał w ZSRR, żołnierz Gwardii Ludowej i Armii Ludowej Okręgu Kraśnickiego (1943–1944), wojewoda lubelski (1945–1949) i kielecki (1949), przewodniczący prezydium Wojewódzkiej Rady Narodowej w Rzeszowie (1952–1958), poseł na Sejm PRL I, II, III i VI kadencji.

## Zabytki
Według rejestru zabytków Narodowego Instytutu Dziedzictwa na listę zabytków wpisane są obiekty:
- zespół dworski, 1 ćw. XVIII w.:
  - dwór, nr rej.: 216/P-IX-26 z 3.12.1948 (nie istnieje?)
  - park, nr rej.: 471-XI-55 z 3.12.1948